# Боналача-Филето (Ливорно)
Боналача-Филето је насеље у Италији у округу Ливорно, региону Тоскана.
Према процени из 2011. у насељу је живело 208 становника. Насеље се налази на надморској висини од 26 м.